# Syski (powiat opoczyński)
Syski – wieś w Polsce położona w województwie łódzkim, w powiecie opoczyńskim, w gminie Mniszków.
W latach 1975–1998 miejscowość należała administracyjnie do województwa piotrkowskiego.
Wierni Kościoła rzymskokatolickiego należą do parafii Najświętszego Serca Jezusowego w Zajączkowie.